# Lygisaurus
Lygisaurus – rodzaj jaszczurek z podrodziny Lygosominae w obrębie rodziny scynkowatych (Scincidae).

## Rozmieszczenie geograficzne
Rodzaj obejmuje gatunki występujące w Australii, Papui-Nowej Gwinei i Indonezji. 

## Systematyka
Rodzaj zdefiniował w 1884 roku brytyjski zoolog Charles Walter De Vis w artykule zatytułowanym Nowe jaszczurki Queenslandu, opublikowanym w czasopiśmie „Proceedings of the Royal Society of Queensland”. Gatunkiem typowym jest (oznaczenie monotypowe) L. foliorum.

### Etymologia
- Lygisaurus: gr. λυγος lugos ‘giętka gałązka’[4]; σαυρος sauros ‘jaszczurka’[5].
- Protervascincus: łac. protervus ‘silny’; łac. scincus , od gr. σκιγκος skinkos lub σκιγγος skingos ‘rodzaj jaszczurki, scynk’[2]. Gatunek typowy (oryginalny oznaczenie): Ablepharus burnetti Oudemans, 1894 (= Lygisaurus foliorum De Vis, 1884).

### Podział systematyczny
Do rodzaju należą następujące gatunki: 
- Lygisaurus absconditus (Roberts, Couper, Worthington-Wilmer, Amey & Zug, 2005)
- Lygisaurus aeratus (Garman, 1901)
- Lygisaurus curtus (Boulenger, 1897)
- Lygisaurus foliorum De Vis, 1884
- Lygisaurus laevis (Oudemans, 1894)
- Lygisaurus macfarlani (Günther, 1877)
- Lygisaurus malleolus (Roberts, Couper, Worthington-Wilmer, Amey & Zug, 2005)
- Lygisaurus novaeguineae (Meyer, 1874)
- Lygisaurus parrhasius (Couper, Covacevich & Lethbridge, 1994)
- Lygisaurus rimula (Ingram & Covacevich, 1980)
- Lygisaurus rococo Ingram & Covacevich, 1980
- Lygisaurus sesbrauna Ingram & Covacevich, 1980
- Lygisaurus tanneri Ingram & Covacevich, 1980
- Lygisaurus zuma Couper, 1993